# 庫特布沙希王朝
庫特布沙希王朝（1206-1290）是德里蘇丹國第一個王朝。由於王朝的創建者庫特布丁·艾伊拜克本是突厥欽察族的一名奴隸，因此又名奴隸王朝。
1206年，古爾王朝的最後一任國王穆罕默德·古爾遇刺身亡。因穆罕默德生前並沒有留下後嗣，當時效忠穆罕默德的庫特布丁乘機而起，成為了王國的接班人。庫特布丁自稱德里阿曼蘇丹，定都拉合爾，其後又將首都遷往德里。
庫特布丁為一虔誠穆斯林，在位其間興建了不少清真寺。庫特布丁卒於1210年，並由其女婿舍姆斯丁·伊勒图米什接任王位。其後幾任蘇丹大都是舍姆斯丁的後裔。1286年，王朝的第9任蘇丹吉亞斯丁·巴勒班亡。此後幾年王朝由盛轉衰，並於1290年由菲魯兹·卡爾吉所建立的卡爾吉王朝所取代。
这个王朝由称为四十人集团的軍人掌握大权，苏丹由当中最大权力將軍出任。